# Eparchie severomorská
Eparchie Severomorsk je eparchie ruské pravoslavné církve nacházející se v Rusku.

## Území a titul biskupa
Zahrnuje správní hranice území městského okruhu Alexandrovsk, Viďajevo, Zaozjorsk, Ostrovnoj a Severomorsk, také Pečengského a Těrského rajónu Murmanské oblasti.
Eparchiálnímu biskupovi náleží titul severomorský a umbský.

## Historie
Eparchie byla zřízena rozhodnutím Svatého synodu dne 2. října 2013 oddělením území z murmanské eparchie. Stala se součástí nově vzniklé murmanské metropole.
Prvním eparchiálním biskupem se stal igumen Mitrofan (Badanin), duchovní murmanské eparchie.

## Seznam biskupů
- 2013–2019 Mitrofan (Badanin)
- od 2019 Tarasij (Perov)